# Amischotolype irritans
Amischotolype irritans är en himmelsblomsväxtart som först beskrevs av Henry Nicholas Ridley, och fick sitt nu gällande namn av Ian Mark Turner. Amischotolype irritans ingår i släktet Amischotolype och familjen himmelsblomsväxter. Inga underarter finns listade.